# Alex Molenaar
Alex Molenaar (Róterdam, 13 de julio de 1999) es un ciclista neerlandés miembro del equipo Caja Rural-Seguros RGA.

## Palmarés
2019
- 1 etapa en el Tour de Alta Austria
- 1 etapa de la Vuelta al Lago Qinghai[1]
- Tour de Rumania

2022
- 1 etapa del Tour de Langkawi

2024
- 1 etapa del Gran Premio de Fronteras y la Sierra de la Estrella

## Resultados en Grandes Vueltas
| Carrera | Carrera         | 2018 | 2019 | 2020  | 2021 | 2022 | 2023 | 2024 |
| ------- | --------------- | ---- | ---- | ----- | ---- | ---- | ---- | ---- |
|         | Giro de Italia  | —    | —    | —     | —    | —    | —    | —    |
|         | Tour de Francia | —    | —    | —     | —    | —    | —    | —    |
|         | Vuelta a España | —    | —    | 128.º | —    | —    | —    | —    |

—: no participa
Ab.: abandono 

## Equipos
- Destil-Parkhotel Valkenburg (2018)
- Monkey Town-A Bloc (2019)
- Burgos-BH[2] (2020-2022)
- Electro Hiper Europa (2023)
- Illes Balears Arabay Cycling (2024)
- Caja Rural-Seguros RGA (2025-)